# Flor

Diagrama esquemático que mostra as partes da flor. 1: receptáculo floral, 2: sépalas, 3: pétalas, 4: estames, 5: pistilo.

Flor é a estrutura reprodutora característica das plantas angiospérmicas. Sua função é produzir sementes através da reprodução sexuada. Para as plantas, as sementes representam o embrião que irá germinar quando entrar em contato com um substrato propício; as sementes são o principal meio através do qual as espécies de espermatófitas se perpetuam e se propagam.
Apesar de estruturas homólogas, apenas as angiospermas possuem flores, enquanto que as gimnospermas possuem estróbilos. Alguns grupos de gimnospermas, como o Gnetum produzem estruturas que lembram flores ou inflorescências, mas não apresentam a estrutura de uma flor, na qual verticilos férteis (androceu e gineceu) são envoltos por um perianto.
A flor típica é composta por quatro tipos de folhas modificadas, tanto estrutural como fisiologicamente, para produzir e proteger os gametas: sépalas, pétalas, estames e carpelos. Ela dá origem, após a fertilização e por transformação de algumas das suas partes, a um fruto que contém as sementes.
O grupo das angiospermas, com mais de 250 mil espécies, é uma linhagem com sucesso evolutivo, comportando a maior parte da flora terrestre existente, sendo dominante desta deste do final do Cretáceo. A flor é a característica que define o grupo e é, provavelmente, um fator chave para o seu êxito evolutivo. A flor é uma estrutura complexa, cujo plano organizacional encontra-se conservado em quase todos os membros do grupo, embora apresente uma grande diversidade na morfologia e fisiologia de todas e cada uma das peças que a compõem. A base genética e adaptativa de tal diversidade está a começar a ser compreendida em profundidade, assim como a sua origem, que data do Cretácico inferior, e sua posterior evolução em estreita interação com os animais que se encarregam de transportar e disseminar os gametas.
Além do seu papel ecológico, as flores possuem alta importância cultural para os seres humanos. Através da história e das diferentes culturas, a flor sempre teve um lugar nas sociedades humanas, quer pela sua beleza intrínseca quer pelo seu simbolismo. De facto, cultivamos espécies para que nos providenciem flores, desde há mais de 5 mil e, actualmente, essa arte transformou-se numa indústria em contínua expansão: a floricultura.

## Definição
A flor é uma estrutura de crescimento determinado que é composta por folhas modificadas, quer estrutural quer funcionalmente, com vista à realização das funções de produção dos gametas e de proteção dos mesmos, através dos antófilos.[a]
O caule caracteriza-se por um crescimento indeterminado. Em contraste, a flor apresenta um crescimento determinado, já que o seu meristema apical para de se dividir mitoticamente depois da produção de todos os antófilos ou peças florais. As flores mais especializadas têm um período de crescimento mais curto e produzem um eixo mais curto e um número mais definido de peças florais em relação às flores mais primitivas.
A disposição dos antófilos sobre o eixo, a presença ou ausência de uma ou mais peças florais, o tamanho, a pigmentação e a disposição relativa das mesmas, são responsáveis pela existência de uma grande variedade de tipos de flores. Tal diversidade é particularmente importante nos estudos filogenéticos e taxonómicos das angiospermas. A interpretação evolutiva dos diferentes tipos de flores têm em conta os aspectos da adaptação da estrutura floral, particularmente aqueles que estão relacionados com a polinização, a dispersão dos frutos e das sementes e a proteção  das estruturas reprodutoras contra os predadores.

### Flósculo
Designa-se por flósculo (do latim flosculus, diminutivo de flos, flor) cada uma das flores pequenas que formam um capítulo, uma calátide ou uma espiga.

## Morfologia das flores

### Diversidade e tendências evolutivas

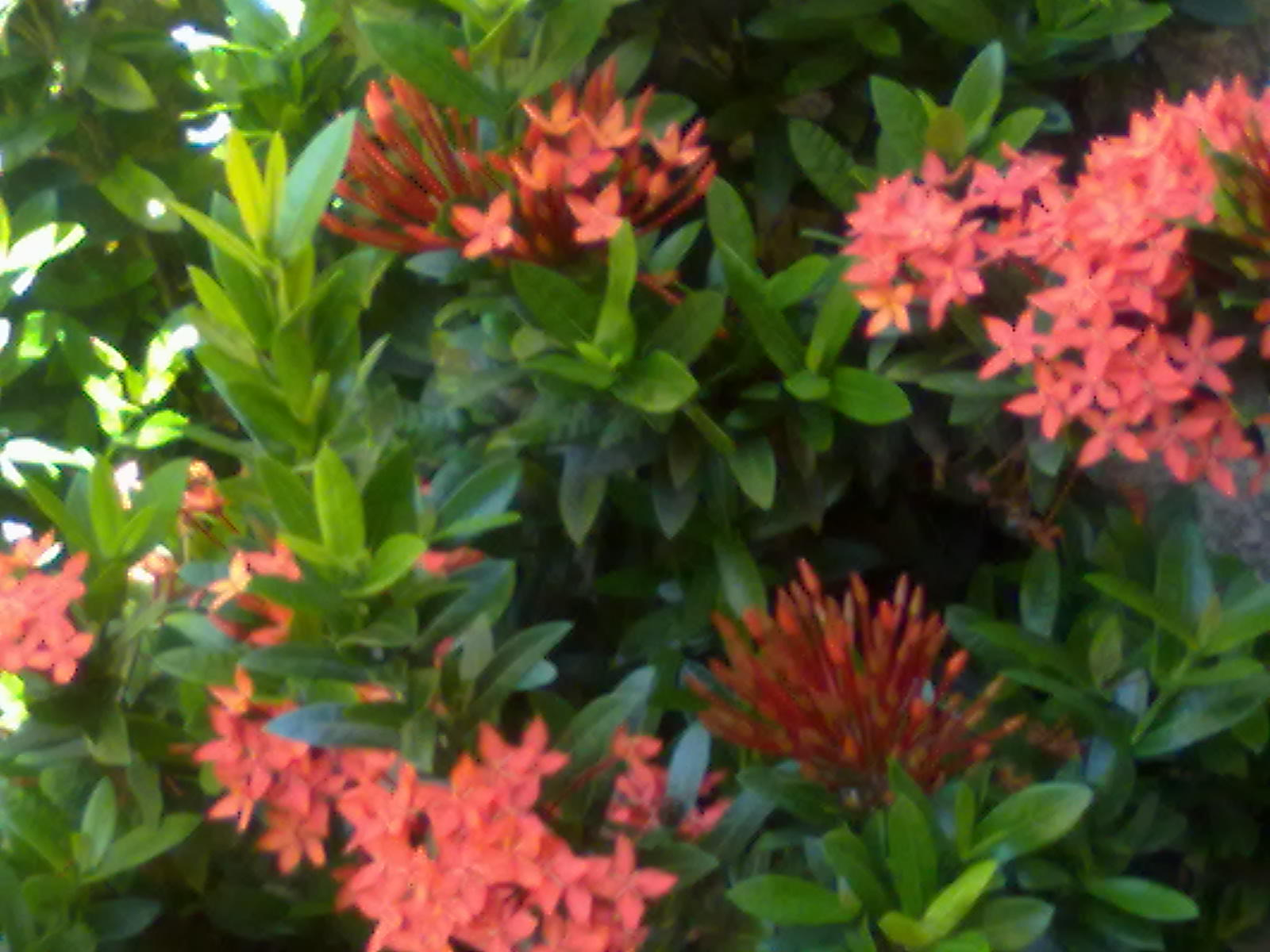
Ixora coccinea.

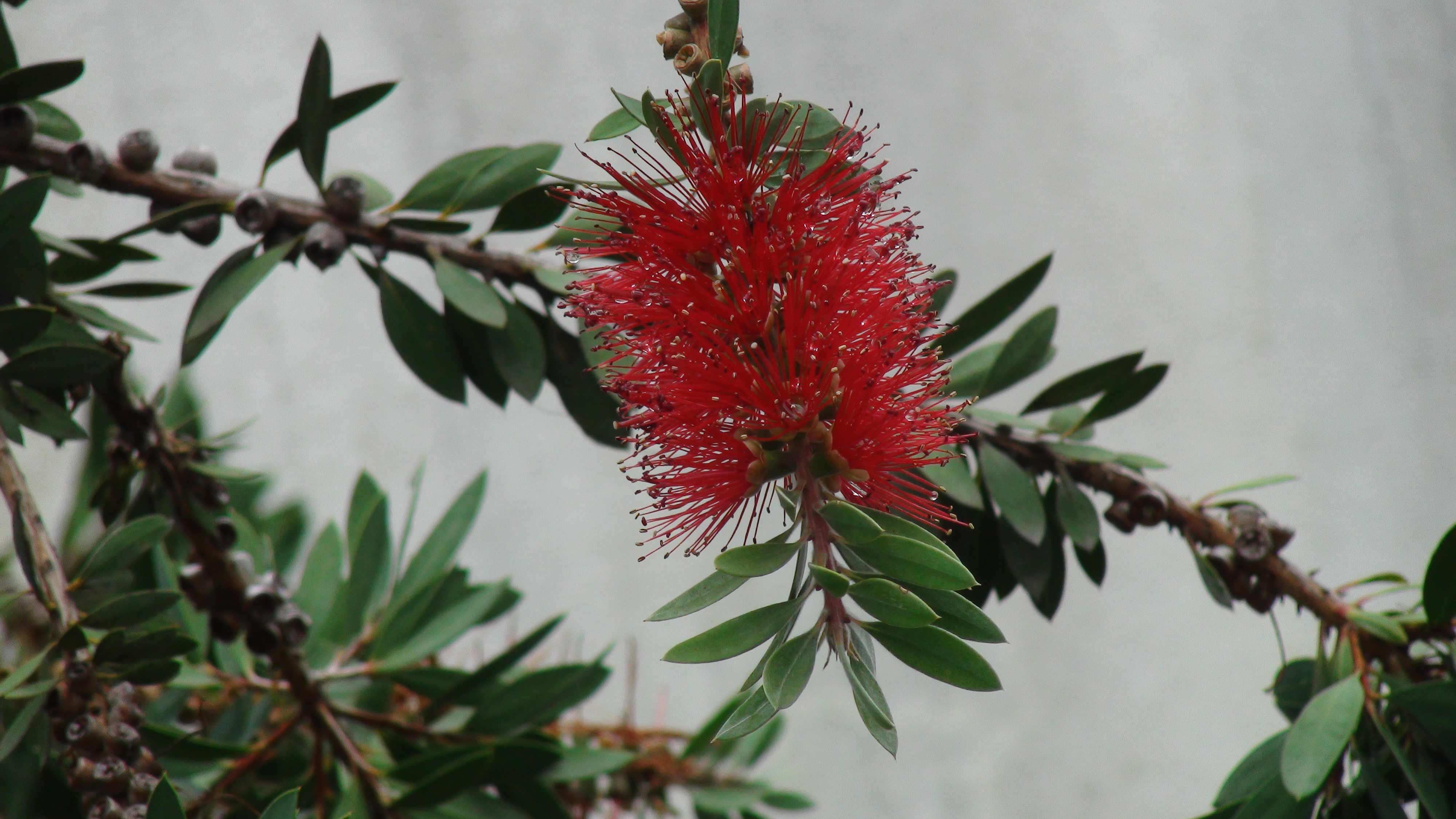
Uma inflorescência de Callistemon.

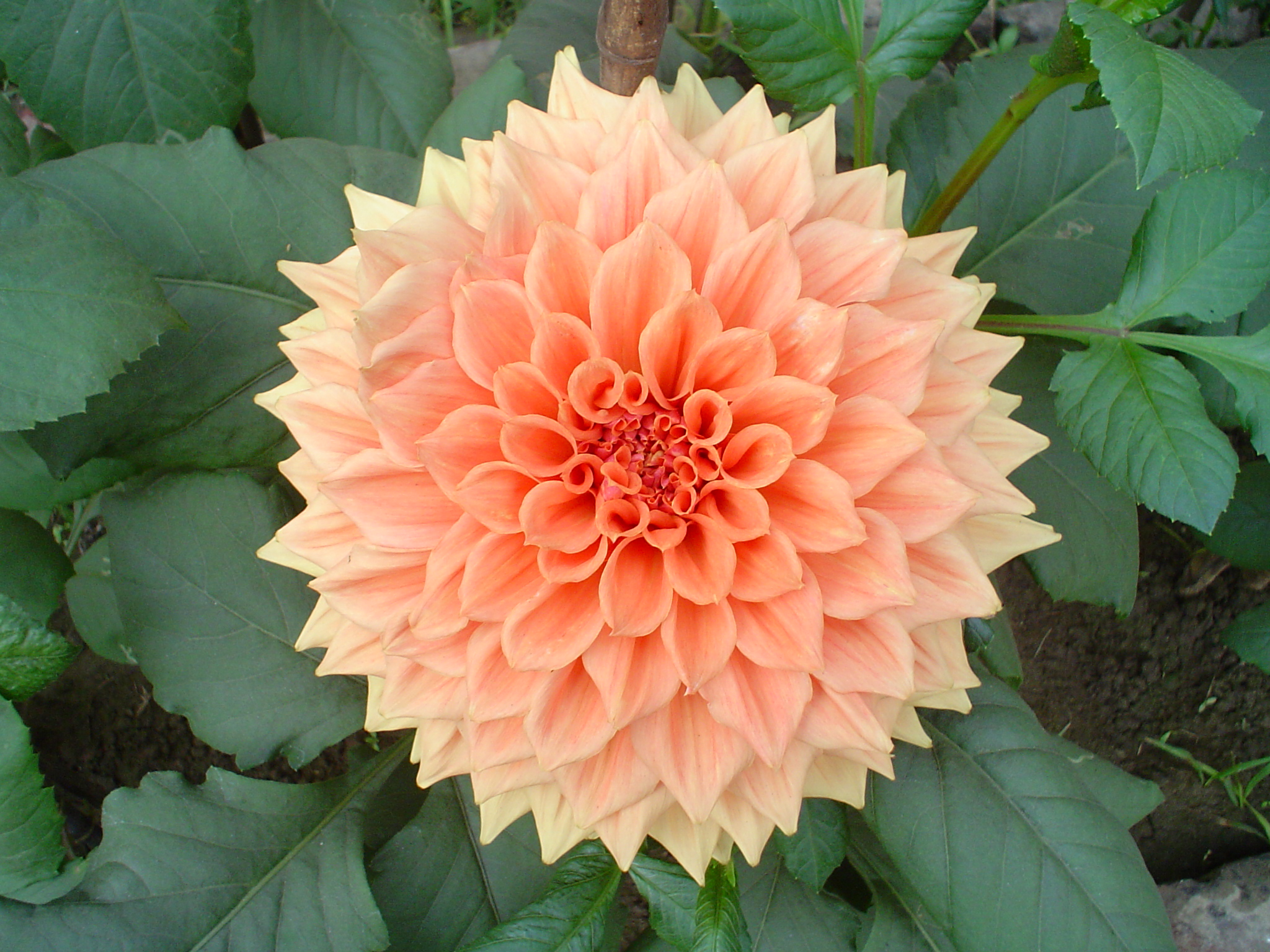
Uma Dalia.

Com mais de 250 mil espécies, as angiospermas formam um grupo taxonómico com sucesso evolutivo, que comporta a maior parte da flora terrestre existente. A flor é a característica que define o grupo e é, provavelmente, um factor-chave no seu êxito evolutivo.
A flor está unida ao caule por uma estrutura denominada pedicelo, que se dilata na sua parte superior para formar o receptáculo floral, no qual se inserem as diversas peças florais. Essas peças florais são folhas modificadas que estão especializadas nas funções de reprodução e de proteção. De fora para dentro de uma flor típica de angiosperma podem ser encontradas peças estéreis, com função de proteção, e que são compostas por sépalas e pétalas. Por dentro das pétalas dispõem-se as denominadas peças férteis, com função reprodutiva, e que são compostas por estames e carpelos. A proteção dos óvulos em carpelos é uma novidade evolutiva das angiospermas. Esta estrutura protege os óvulos e torna o processo de fecundá-los indireto. O pólen nas angiospermas germina na região estigmática originando um tubo polínico que se alonga até dar acesso aos gametas para fecundar o óvulo.
A flor é uma estrutura complexa, cujo plano organizacional se encontra conservado em quase todas as angiospermas, com a notável excepção de Lacandonia schismatica (Triuridaceae) que apresenta os estames em posição central rodeados dos carpelos. Esta organização tão pouco variável não indica de modo algum que a estrutura floral se encontra conservada através das diferentes linhagens de angiospermas. Pelo contrário, existe uma tremenda diversidade na morfologia e fisiologia de todas e cada uma das peças que compõem a flor, cuja base genética e adaptativa está a começar a ser compreendida em profundidade.
Foi sugerido que existe uma tendência na evolução da arquitectura floral, desde um plano "aberto", no qual as variações são determinadas pelo número e disposição das peças florais, até um plano "fechado", no qual o número e disposição das peças são fixados. Em tais estruturas fixas, as elaborações evolutivas ulteriores podem ter lugar através da concrescência, ou seja, por meio da fusão ou estreita conexão das diferentes partes. O plano de organização "aberto" é comum nas angiospermas basais e nas primeiras eudicotiledóneas, enquanto que o plano de organização "fechado" é a regra no clado Gunneridae (ou eudicotiledóneas nucleares) e nas monocotiledóneas.

## Fórmula floral
A fórmula floral é um sistema muito útil de representação da estrutura de uma flor, em que se usam letras, números e símbolos específicos.
Normalmente, a fórmula geral é usada para representar as características morfológicas de uma determinada família de plantas, e não de uma espécie particular.
Assim temos:
- K = cálice ou S = sépalas (ex.: S5 = cinco sépalas)
- C = corola ou P = Pétalas (ex: C3(x) = número de pétalas é múltiplo de três)
- Z = acrescente se zigomórfica (ex: CZ6 = zigomórfica com 6 pétalas)
- A = androceu ou E = estames, a parte masculina; ex.: A∞ = vários estames constituídos por uma antera e um filete cada um
- G = gineceu ou C = carpelos (parte feminina; ex.: G1 = monocarpelar)
- x - indica um "número variável"
- ∞ - indica "muitos

Usa-se algarismos para mostrar o número de peças em cada ciclo e, se estiverem soldadas entre si, coloca-se entre parênteses.
As letras H, P ou E, colocadas no final, indicam se a flor é hipógina perígina ou epígina e os símbolos " */* "ou " * " indicam, respectivamente, se a simetria é bilateral ou radial.

Componentes de uma flor completa, heteroclamídea e hipogínica.

A fórmula floral poderá ser algo assim:
- K5C5A10-∞G1

## Função

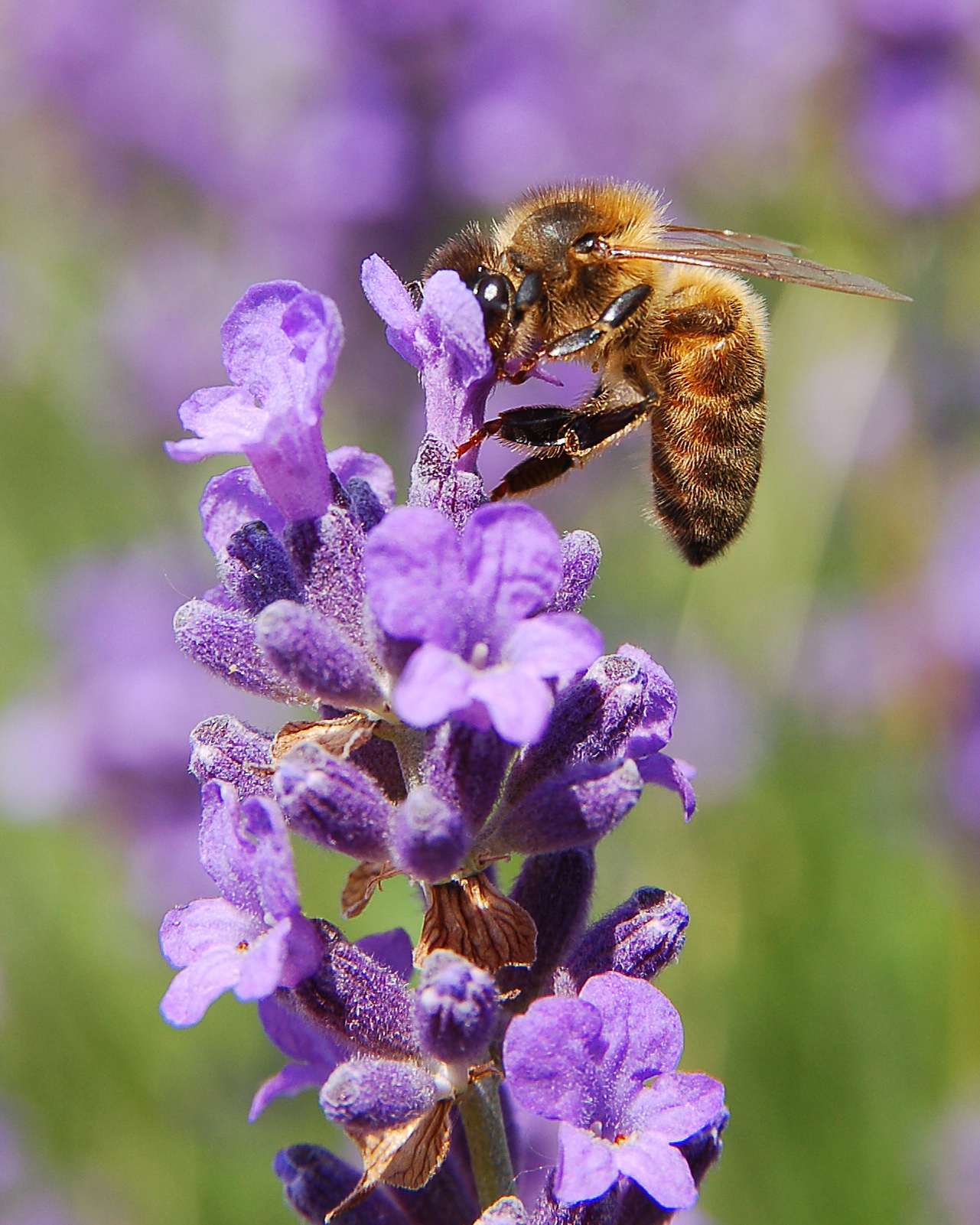
Abelha com grãos de pólen.

A função da flor é mediar a união dos esporos masculino (micrósporo) e feminino (megásporo) num processo denominado polinização. Muitas flores dependem do vento para transportar o pólen entre flores da mesma espécie. Outras dependem de animais (especialmente insetos) para realizar este feito. O período de tempo deste processo (até que a flor esteja totalmente expandida e funcional) é chamado anthesis. A maior flor encontrada é a Rafflesia arnoldii, espécie na qual alguns dos exemplares encontrados já chegaram a 1 metro de diâmetro e 11 kg.
Muitas das coisas na natureza desenvolveram-se para atrair animais polinizadores. Os movimentos do agente polinizador contribuem para a oportunidade de recombinação genética com uma população dispersa de plantas. Flores como essas são chamadas de entomófilas (literalmente: amantes de insetos). Flores normalmente têm nectários em várias partes para atrair esses animais. Abelhas e pássaros são polinizadores comuns: ambos têm visão colorida, assim escolhendo flores de coloração atrativa. Algumas flores têm padrões, chamados guias de néctar, que são evidentes no espectro ultravioleta, visível para abelhas, mas não para os humanos. Flores também atraem os polinizadores pelo aroma. A posição dos estames assegura que os grãos de pólen sejam transferidos para o corpo do polinizador. Ao coletar néctar de várias flores da mesma espécie, o polinizador transfere o pólen entre as mesmas.

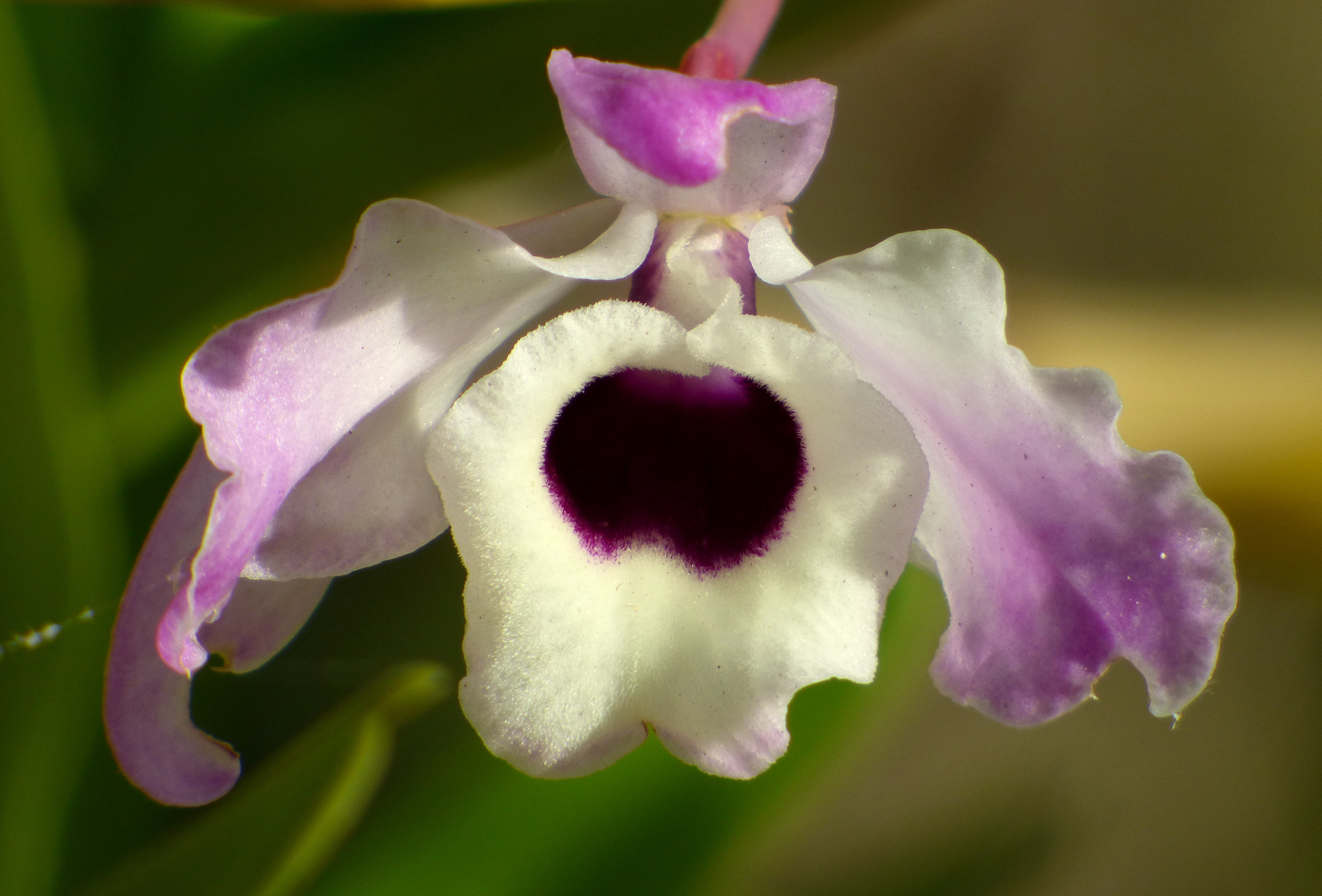
Flor de uma orquídea ornamental da espécie Dendrobium nobile.

O aroma das flores nem sempre é agradável ao nosso olfato. Algumas plantas como a Rafflesia, e a paw-paw norte-americana (Asimina triloba) são polinizadas por moscas, e produzem um cheiro de carne apodrecida para atrair estes tipos de insetos.
Outras flores são polinizadas pelo vento (as gramíneas por exemplo) e não precisam atrair agentes polinizadores, tendendo assim a possuir aromas discretos. Flores polinizadas pelo vento são chamadas de anemófilas. Sendo assim o pólen de flores entomófilas costuma ser grudento e de uma granulatura maior, contendo ainda uma porção significante de proteína (outra recompensa para os polinizadores). Flores anemófilas produzem normalmente pólen de granulatura menor, muito leves e de pequeno valor nutricional para os insetos.
Existe muita contradição sobre a responsabilidade das flores nas alergias. Por exemplo, as entomófilas do gênero Solidago são frequentemente culpadas por alergias respiratórias, o que não é verdade, pois seu pólen não é carregado pelo ar. Por outro lado, a alergia é normalmente causada pelo pólen das anemófilas do gênero Ambrosia, que pode vagar com o vento por vários quilômetros.